# Szabó Ábel
Szabó Ábel (Kolozsvár, 1974. – ) festő- és grafikusművész, egyetemi tanár. Tagja a MAMŰ Társaságnak.

## Életpályája
Tanulmányait Marosvásárhelyen kezdte, majd 1989–1993 között elvégezte a budapesti Képző- és Iparművészeti Szakközépiskolát. 1993–1998 között a budapesti Magyar Képzőművészeti Főiskola hallgatója volt, ahol Pásztor Gábor és Eszik Alajos oktatta. 1997 óta kiállító művész. 1998-ban Salzburgban tanult. 2018 óta a Szegedi Tudományegyetem Juhász Gyula Pedagógiai Központ Rajz- művészettörténet Tanszékén oktat.
Emberlakta, ember művelte, vasútmenti, külvárosi, de épp ember nélküli, és még észre nem vett helyeket fest meg olajjal vászonra. Tájképfestő, aki a pillanat kimerevítéséből megunhatatlan történeteket készít.

## Könyvei
- Az alkotó egyén belső harmóniája (A harmónia dicsérete című konferencia tanulmánykötete, SZTE JGYPK, Rajz- művészettörténet Tanszék, 2019)

## Kiállításai

### Egyéni
- 2003-2004, 2009-2011, 2013-2014, 2016 Budapest
- 2007 Vác
- 2013 Csíkszereda
- 2015 Hódmezővásárhely

### Válogatott, csoportos
- 1999 Berlin
- 2001 New York, Budapest
- 2002 Salgótarján, Dunaújváros
- 2004 Tokió, Miskolc, Hódmezővásárhely
- 2006, 2011 Budapest
- 2008 Gyergyószárhegy
- 2014 Isztambul
- 2017 Szentendre, Párizs, Bécs

## Díjai
- Magyar Grafikáért Alapítvány díja (1997)
- Kondor Béla-díj (1998)
- Derkovits Gyula képzőművészeti ösztöndíj (1999)
- Strabag Painting díj (2006)
- Galyasi Miklós-díj (2007, 2013)
- Esterházy Művészeti Díj (2011)
- Endre Béla-díj (2011)
- MMA ösztöndíj (2014)
- Makó város díja (2014)
- Tornyai János-plakett (2014)[3]
- Munkácsy Mihály-díj (2016)
- Óbudai tárlat, I. díj (2016)
- Táblaképfestészeti Biennálé, I. díj (2018)
- MMA Művészeti Ösztöndíj (2018-2021)
- Csongrád Megyei Önkormányzat Alapítvány Díja (2019)